# Anschlag auf die Sayidat-al-Nejat-Kathedrale in Bagdad 2010
Koordinaten: 33° 18′ 25″ N, 44° 25′ 33″ O

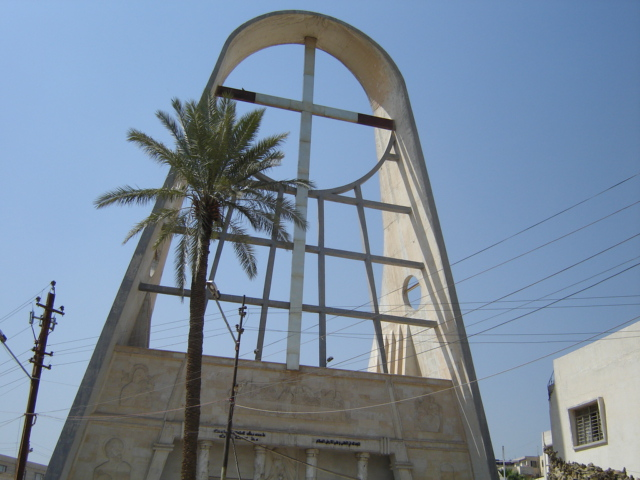
Die Sayidat-al-Nejat-Kathedrale (2010)

Bei dem Anschlag auf die Sayidat-al-Nejat-Kathedrale in Bagdad 2010 handelt es sich um die Ereignisse rund um die Erstürmung der syrisch-katholischen Sayidat-al-Nejat-Kathedrale in Bagdad am 31. Oktober 2010 durch islamistische Terroristen. Dabei kamen 68 Menschen ums Leben und circa 60 wurden verwundet. Unter den Getöteten waren 2 Priester (Taher al-Qasboutros und Wassim Sabih), 7 Polizisten und alle Attentäter. Zu dem Anschlag bekannte sich der „Islamische Staat Irak“.

## Verlauf

### Angriff auf Börse
Vor dem Angriff auf die Kathedrale griffen die Attentäter die Börse von Bagdad an, wurden aber von den dortigen Sicherheitskräften zurückgeschlagen.

### Geiselnahme
Während der Abendmesse stürmten zwischen laut dem US-Militär fünf oder laut dem irakischen Sicherheitskräften neun Terroristen die Kathedrale, in der sich circa 120 Personen aufhielten. Der Erstürmung waren mehrere Explosionen vor dem Gotteshaus vorausgegangen. Sie erschossen den Pfarrer und nahmen Geiseln. Die Attentäter, die sich als der Gruppe Islamischer Staat Irak zugehörig bezeichneten, waren mit Gewehren, Handgranaten und Sprengstoffgürteln bewaffnet und verrammelten Fenster und Türen.

### Verhandlungen
Die Fernsehstation Al-Baghdadia TV behauptet, Kontakt mit den Geiselnehmern gehabt zu haben. Laut deren Aussage forderten die Geiselnehmer die Freilassung mehrerer Islamisten im Irak und in Ägypten und kündigten weitere ähnliche Anschläge an. Außerdem sollten zwei muslimische Frauen in Ägypten innerhalb von 48 Stunden aus den Händen der Kopten befreit werden. Damit ist eine Affäre in Ägypten gemeint, bei der zwei Frauen in ungeklärten und verwirrenden Umständen zum Christentum übergetreten sind. Das Gebäude des Senders wurde, nachdem er die Forderungen der Geiselnehmer gesendet hatte, von Sicherheitskräften umstellt und vom Stromnetz getrennt. Danach wurde der Sendebetrieb kurzzeitig unterbrochen.

### Erstürmung
Nachdem die Geiselnehmer nach zwei Stunden offenbar mit der systematischen Erschießung der Geiseln begannen, wurde die Kathedrale von irakischen Spezialkräften mit US-amerikanischer Unterstützung (es wurden Luftbilder zur Verfügung gestellt) gestürmt. Dabei zündeten die Terroristen zwei Sprengstoffgürtel. Vierundvierzig Gläubige, acht Geiselnehmer und sechs Sicherheitskräfte wurden getötet, fünf Geiselnehmer wurden festgenommen.

## In der Folge

### Bekennerschreiben
Am 3. November erschien auf mehreren Webseiten ein Bekennerschreiben der Gruppe „Islamischer Staat Irak“. Dabei übernahmen sie die Verantwortung für den Anschlag und kündigten an, christliche Organisationen, Kirchenangehörige und Gläubige als legitime Ziele zu betrachten.

### Fahndung
Laut unbestätigten Berichten der BBC handelte es sich bei den Attentätern nicht um Iraker.

### Reaktionen
Der Trauergottesdienst für die Getöteten fand am 2. November statt und wurde von Emanuel III. Deli geleitet.
Nach dem Anschlag äußerte der Abgeordnete Yonadam Yousef Kanna massive Kritik an den Sicherheitskräften. Diese hätten zu „wenig professionell“ und „überhastet“ agiert. Die meisten Geiseln seien während der Befreiungsaktion gestorben.
Papst Benedikt XVI. bezeichnete die Tat als „absurde und grausame Gewalt“ und die deutschen Bischöfe sprachen von einem „mörderischen Fanatismus“.
Großayatollah Sistani, ein hoher schiitischer Geistlicher im Irak, und Scheich Ahmed Tayeb, Imam der sunnitischen Azhar-Universität in Kairo, verurteilten den Angriff aufs Schärfste.
Die deutsche Bundesregierung reagierte „entsetzt und traurig“.
Am 8. November, eine Woche nach dem Anschlag, schickte die französische Regierung ein Flugzeug nach Bagdad, das 36 Verletzte und 21 ihrer Angehörigen nach Paris ausflog, um sie dort medizinisch zu versorgen. Insgesamt hat die Regierung zugesagt 150 Opfer des Anschlags aufzunehmen.
Im Hof der Kirche wurde ein Denkmal errichtet mit den Namen von 47 Getöteten.

### Juristisches
Am 3. August 2011 verurteilte ein Gericht in Bagdad drei Angeklagte zum Tode. Sie wurden beschuldigt, das Attentat geplant und vorbereitet zu haben. Es gibt noch die Möglichkeit einer Berufung. Ein vierter Angeklagter wurde zuvor in einem gesonderten Prozess zu 20 Jahren Gefängnis verurteilt.

### Flüchtlinge
Der Anschlag gilt, zusammen mit dem Mord an Bischof Paulos Faraj Rahho im Jahr 2008, als Grund für den Massenexodus der irakischen Christen aus dem Irak.